# Schriftarassari
Der Schriftarassari (Pteroglossus inscriptus) ist eine Vogelart aus der Familie der Tukane. Die Art ist in der nördlichen Hälfte Südamerikas weit verbreitet. Die IUCN stuft den Schriftarassari als ungefährdet (least concern) ein. Genaue Bestandszahlen liegen für diese Art nicht vor, sie wird aber als verhältnismäßig häufig bezeichnet. Der Name Schriftarassari leitet sich von den unregelmäßigen schwarzen Markierungen auf dem Schnabel ab.
Es werden zwei Unterarten unterschieden: der Eigentliche Schriftarassari (P. i. inscriptus) und der Humboldtarassari (P. i. humboldti). 

## Erscheinungsbild

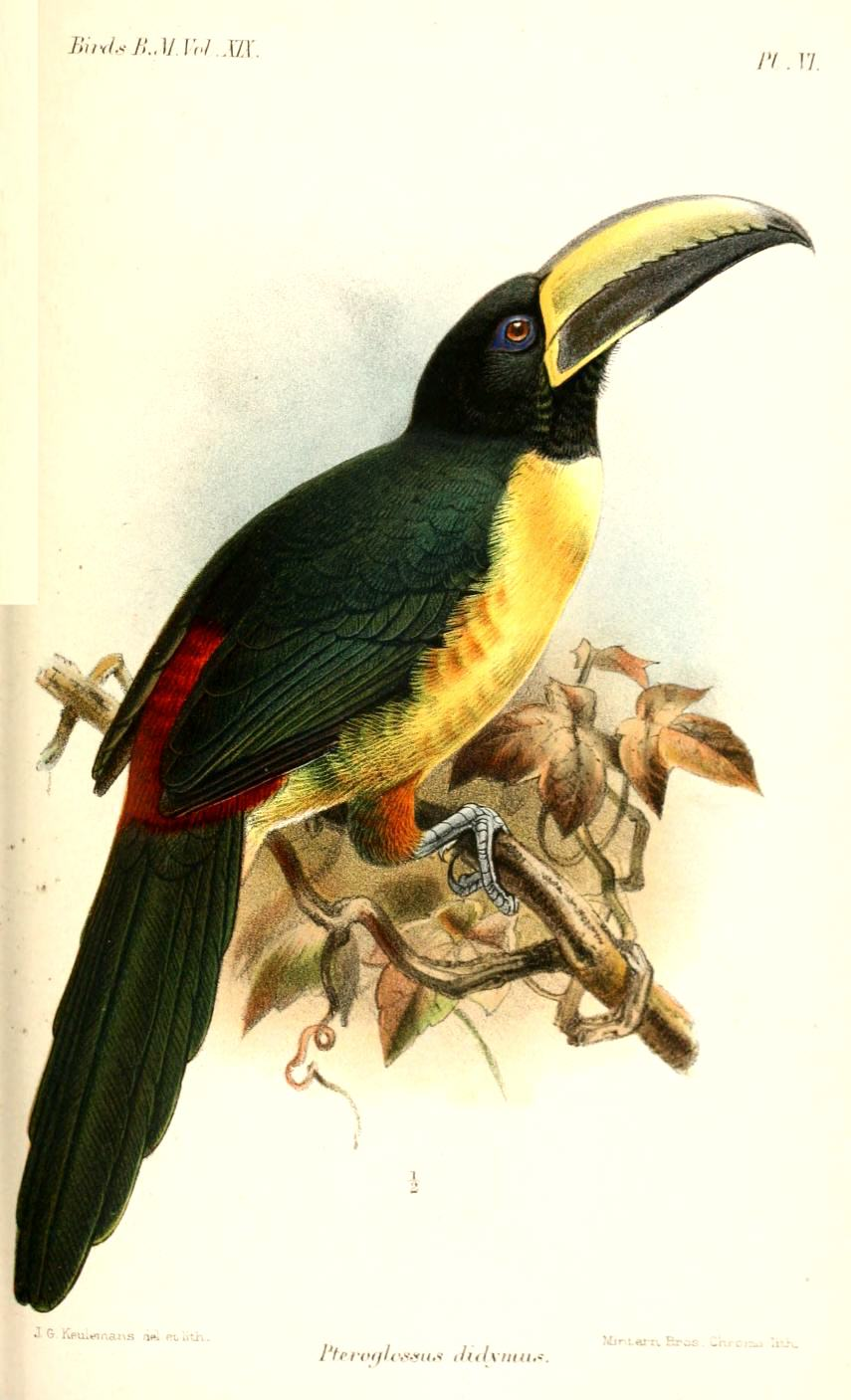
Schriftarassari der Unterart P. i. humboldti (Lithografie von Keulemans, 1891)

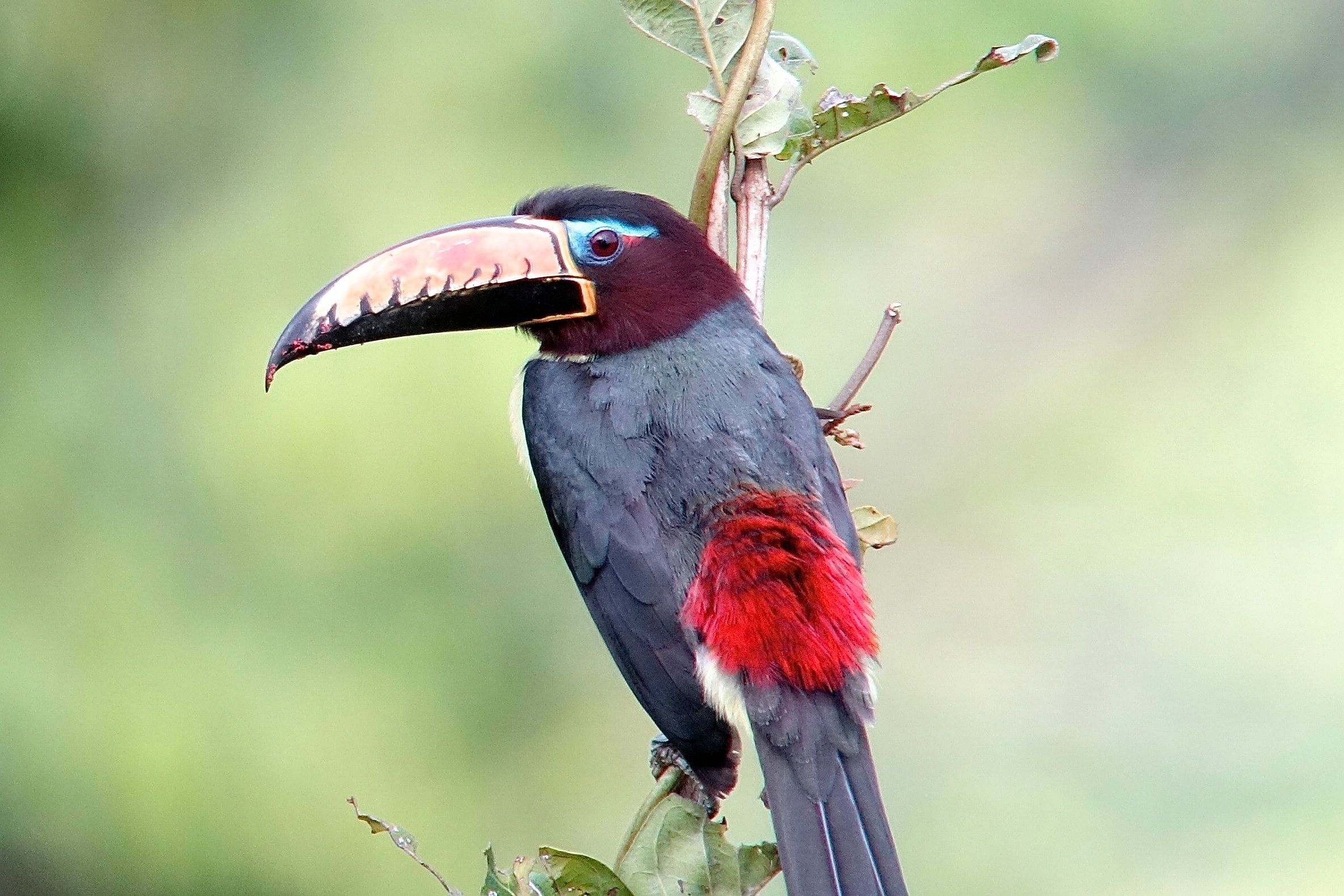
Humboldtarassari

Adulte Schriftarassaris erreichen eine Körperlänge von 33,0 bis 37,0 Zentimetern. Die Männchen der Nominatform erreichen eine Flügellänge zwischen 11,9 und 12,5 Zentimetern. Der Schnabel hat eine Länge von 6,80 bis 8,87 Zentimeter. Weibchen sind tendenziell etwas kleiner und haben vor allem einen kürzeren Schnabel. Die Schnabellänge beträgt bei ihnen 5,90 bis 7,90 Zentimeter. Angaben zur Körperlänge differieren; so wird die Körperlänge von P. i. inscriptus mit 33,0 bis 45,0 Zentimetern bei einem durchschnittlichen Gewicht von 118 Gramm angegeben. Die des Humboldtarassaris (P. i. humboldti) mit 33,0 bis 40,0 Zentimetern bei einem durchschnittlichen Gewicht von 148 Gramm.
Die Männchen der Nominatform haben einen vollständig schwarzen Kopf und eine ebenso gefärbte Kehle. Die Körperoberseite ist schwarz mit einem grün-bläulichen Schimmer. Der Rumpf ist leuchtend rot. Die Körperunterseite ist von der Brust bis zu den Unterschwanzdecken gelb mit einem individuell variabel großen Anteil an hell zimtfarbenen Körperpartien. Diese finden sich in der Regel an der unteren Brust, die Bauchmitte ist gelblich weiß. Die unbefiederte Augenumgebung ist türkisblau und geht zur Ohrgegend hin in ein Rot über. Weibchen unterscheiden sich von den Männchen durch eine andere Färbung an Kinn, Kehle und Nackenseiten. Sie sind hier kastanienfarben.
Der Schnabel ist gelb und schwarz, bei der Unterart Pteroglossus inscriptus humboldti ist der Unterschnabel vollständig schwarz. Die Augen sind rot bis braunrot. Die Beine und Füße sind blau bis grün oder olivgrün.

## Verbreitungsgebiet

Verbreitungsgebiet des Schriftarassaris (grün)

Das Verbreitungsgebiet des Schriftarassaris sind die tropischen Niederungsgebiete in der nordwestlichen Hälfte Südamerikas. Das Verbreitungsgebiet reicht vom Nordwesten Metas, von Caquetá und dem Departamento de Amazonas entlang der Anden über den Osten Ecuadors und Perus bis in den Norden von Bolivien und in den Südwesten des brasilianischen Mato Grosso. In östlicher Richtung reicht das Verbreitungsgebiet bis an die Ostküste Brasiliens. In Brasilien erstreckt sich das Verbreitungsgebiet vom Amazonas im Süden bis nach Maranhão und Piauí.

## Lebensraum und Lebensweise
Die Lebensraumansprüche des Schriftarassaris sind bislang nur unzureichend erforscht. Er besiedelt unter anderem Sekundärwald, wenn dieser an Primärwälder angrenzt, Wälder entlang von Flussläufen, Palmwälder, Waldränder und dicht bewachsene Flussufer. Er wird überwiegend in Paaren und kleinen Trupps beobachtet. Nahrung suchen die Vögel überwiegend in Baumwipfeln. Früchte machen einen großen Teil ihrer Ernährung aus, sie fressen vermutlich aber auch Insekten. Im peruanischen Nationalpark Manú wurden Schriftarassaris dabei beobachtet, wie sie versuchten, an die Eier und Nestlinge von Gelbrücken-Stirnvögeln zu gelangen. Auch Angriffe auf Nester der Rotrückentaube sind dokumentiert. An einigen Stellen seines Verbreitungsgebietes wird der Schriftarassari dabei beobachtet, dass er in großen fruchttragenden Bäumen gemeinsam mit anderen Tukanarten wie beispielsweise Weißbrusttukanen, Dottertukanen, Krauskopfarassaris und Braunohrarassaris nach Nahrung sucht. In anderen Regionen wird er als ein Vogel beschrieben, der die Gesellschaft mit anderen Tukanarten meidet. Sein Flug ist gekennzeichnet durch kurze, kräftige Flügelschläge und gelegentliche kurze Gleitflüge.
Die Fortpflanzungsbiologie des Schriftarassaris ist weitgehend unerforscht. Sicher ist nur, dass Jungvögel ihre Elternvögel über einen längeren Zeitraum begleiten.

## Schriftarassaris und Menschen
Schriftarassaris werden von den indigenen Völkern Südamerikas als Nahrungsressource gejagt. Belegt ist, dass nach dem Schuss auf ein Individuum der verbleibende Trupp von vier weiteren Schriftarassaris auf die Menschen hasste. Sie näherten sich dabei bis auf drei Meter den Jägern. Dieses Verhalten zeigte auch noch der letzte Vogel, nachdem drei weitere Arassaris des Trupps getötet worden waren.

## Belege

### Einzelbelege
1. ↑   BirdLife Factsheet zum Schriftarassari, aufgerufen am 29. Dezember 2010
2. ↑   Short et al., S. 373
3. ↑   Lantermann, S. 122
4. ↑   Short et al., S. 374
5. ↑  del Hoyo & Collar, Illustrated Checklist of the Birds ot the World, Vol. 1, Non-passerines, 2014.
6. ↑   Short et al., S. 373
7. ↑   Short et al., S. 374
8. ↑   Short et al., Farbtafel 24
9. ↑   Short et al., S. 375
10. ↑   Short et al., S. 375
11. ↑   Short et al., S. 375
12. ↑   Short et al., S, 374